# Vanguard (Nigeria)
Vanguard ist eine nigerianische Tageszeitung von Vanguard Media mit Sitz in Lagos, Nigeria.

## Geschichte im Spannungsfeld von Militärregierung, Kontroversen und gesellschaftlichem Einfluss
Vanguard Media ist ein nigerianischer Medienverlag, der 1984 von dem renommierten Journalisten Sam Amuka-Pemu zusammen mit drei weiteren Mitbegründern ins Leben gerufen wurde.
Das Flaggschiff des Verlags ist die Tageszeitung Vanguard, die sich als eine der führenden Publikationen Nigerias etabliert hat. Gemäß einem Bericht aus dem Jahr 2025 über die einflussreichsten Zeitungen in Nigeria belegt Vanguard den vierten Platz unter den zwölf bedeutendsten Zeitungen des Landes. Der nigerianische Zeitungsmarkt ist hart umkämpft, mit über 60 aktiven Zeitungsverlagen landesweit.
Die nigerianische Tageszeitung Vanguard Newspapers hat in ihrer Geschichte sowohl Perioden der Unterdrückung als auch ihre Rolle als wichtige Informationsquelle in gesellschaftlichen und politischen Prozessen erlebt.

### Herausforderungen während der Militärregierung
Die Militärregierung in Nigeria stellte Presseorgane oft vor große Herausforderungen. Ein Beispiel hierfür war die vorübergehende Einstellung der Veröffentlichung der Vanguard Newspapers im Juni 1990 durch Oberst Raji Rasaki, den damaligen Militärgouverneur des Bundesstaates Lagos. Dies war kein Einzelfall: Über einen Zeitraum von acht Jahren während der Militärherrschaft wurden insgesamt 33 Zeitungen von elf Verlagen sowie neun Magazine von sechs Verlagen zwangsweise eingestellt. Diese Maßnahmen verdeutlichen das restriktive Klima, in dem unabhängige Medien in dieser Zeit operieren mussten.

### Rechtliche Auseinandersetzungen und gesellschaftliche Rolle
Im Dezember 2008 sah sich die Vanguard Newspapers einer schwerwiegenden Anschuldigung gegenüber, als die Website „Point Blank News“ einen Artikel veröffentlichte, der behauptete, die Frau des Herausgebers sei in einen Ritualmord verwickelt gewesen. Vanguard reagierte mit einer Klage gegen den verantwortlichen Reporter, dem sie Erpressungsversuche vorwarf. Dieser Fall unterstreicht die Risiken und Herausforderungen, denen sich Medienunternehmen in der Berichterstattung und im Umgang mit Vorwürfen stellen müssen.
Trotz solcher Kontroversen spielte die Vanguard Newspapers eine wichtige Rolle bei der Information der Öffentlichkeit. Im Dezember 2009 lobte ein Friedensaktivist aus dem Nigerdelta die Berichterstattung der Vanguard über die Absichten der Regierung. Er führte an, dass diese Berichte maßgeblich dazu beigetragen hätten, die Militanten in der Region davon zu überzeugen, ein Amnestieangebot anzunehmen, was ihren Einfluss auf die öffentliche Meinung und soziale Prozesse hervorhebt.

## Angaben zur Zeitung
Das Motto: Auf dem Weg zu einem besseren Leben für die Menschen. Ziel ist es, den Menschen durch unerschütterliches Engagement für freies Unternehmertum, Rechtsstaatlichkeit und verantwortungsvolle Regierungsführung zu dienen.
Das Unternehmen beschäftigt 308 Mitarbeiter. Der Umsatz der Zeitung beläuft sich auf 27,8 Millionen US-Dollar.
Die umfassende Berichterstattung deckt ein breites Spektrum nationaler Themen. Ihr Fokus liegt auf der aktuellen Tagespolitik und nationalen Nachrichten, ergänzt durch spezialisierte Rubriken.
Die Inhalte umfassen in der Regel:
- Politik: Detaillierte Analysen und Neuigkeiten aus der nigerianischen Regierung, dem Parlament und politischen Parteien.
- Wirtschaft: Berichte über den Finanzmarkt, Handelsentwicklungen, Investitionen und die allgemeine wirtschaftliche Lage des Landes.
- Energie: Eine wichtige Rubrik angesichts Nigerias Rolle als großer Öl- und Gasproduzent, die Themen wie Ölpreise, Exploration, Energiepolitik und Infrastruktur behandelt.
- Sport: Umfassende Berichterstattung über nationale und internationale Sportereignisse, insbesondere Fußball.
- Unterhaltung: Nachrichten und Features aus der nigerianischen Filmindustrie (Nollywood), Musikszene und Kulturlandschaft.
- Lifestyle & Mode: Trends, Ratschläge und Berichte zu Mode, Prominenten und Freizeitthemen.
- Human-Interest-Geschichten: Berichte über alltägliche Lebenssituationen, soziale Themen und persönliche Geschichten, die die menschliche Seite der Gesellschaft beleuchten.[3]

## Auflagen und Reichweite
Die Zeitung hat derzeit eine Online-Ausgabe. Die Online Leserschaft wird mit 800.000 angegeben.